# Merzak Allouache
 (mai 2025).
La mise en forme du texte ne suit pas les recommandations de Wikipédia : il faut le « wikifier ».
Les points d'amélioration suivants sont les cas les plus fréquents. Le détail des points à revoir est peut-être précisé sur la page de discussion.
- Les titres sont pré-formatés par le logiciel. Ils ne sont ni en capitales, ni en gras.
- Le texte ne doit pas être écrit en capitales (les noms de famille non plus), ni en gras, ni en italique, ni en « petit »…
- Le gras n'est utilisé que pour surligner le titre de l'article dans l'introduction, une seule fois.
- L'italique est rarement utilisé : mots en langue étrangère, titres d'œuvres, noms de bateaux, etc.
- Les citations ne sont pas en italique mais en corps de texte normal. Elles sont entourées par des guillemets français : « et ».
- Les listes à puces sont à éviter, des paragraphes rédigés étant largement préférés. Les tableaux sont à réserver à la présentation de données structurées (résultats, etc.).
- Les appels de note de bas de page (petits chiffres en exposant, introduits par l'outil «  Source ») sont à placer entre la fin de phrase et le point final[comme ça].
- Les liens internes (vers d'autres articles de Wikipédia) sont à choisir avec parcimonie. Créez des liens vers des articles approfondissant le sujet. Les termes génériques sans rapport avec le sujet sont à éviter, ainsi que les répétitions de liens vers un même terme.
- Les liens externes sont à placer uniquement dans une section « Liens externes », à la fin de l'article. Ces liens sont à choisir avec parcimonie suivant les règles définies. Si un lien sert de source à l'article, son insertion dans le texte est à faire par les notes de bas de page.
- La présentation des références doit suivre les conventions bibliographiques. Il est recommandé d'utiliser les modèles {{Ouvrage}}, {{Chapitre}}, {{Article}}, {{Lien web}} et/ou {{Bibliographie}}. Le mode d'édition visuel peut mettre en forme automatiquement les références.
- Insérer une infobox (cadre d'informations à droite) n'est pas obligatoire pour parachever la mise en page.

Pour une aide détaillée, merci de consulter Aide:Wikification.
Si vous pensez que ces points ont été résolus, vous pouvez retirer ce bandeau et améliorer la mise en forme d'un autre article.
Pour les articles homonymes, voir Allouache.
Abderrazak Allouache dit Merzak Allouache (en arabe : مرزاق علواش), né le 6 octobre 1944 à Alger, est un scénariste et réalisateur de films algérien. Il se fait connaître par son premier film Omar Gatlato tourné à Alger et sélectionné à la Semaine de la critique du Festival de Cannes en 1976.

## Biographie
Merzak Allouache travaille à la poste, service du télégraphe, quand il entend parler de l'ouverture d'une école de cinéma animée par des techniciens polonais. Il intègre alors l'Institut national du cinéma en 1964 à Alger, deux ans après l'indépendance. L'école ferme après une grève des élèves se plaignant du manque de matériel. Une délégation de l'IDHEC (appelée aujourd'hui La Fémis) de Paris organise une préformation à la réalisation d’un film d’école. C'est ainsi qu'il réalise son « film diplôme » Croisement, puis, poursuivant quelques mois la formation à Paris, un court métrage, Le Voleur. De retour en Algérie en 1967, il est intégré quelques mois aux actualités algériennes de l'Office du cinéma, de même que ses collègues issus de l'unique promotion de l'Institut du cinéma. Après une pétition exigeant une véritable intégration et la possibilité de réaliser des reportages pour l'Office, ils sont envoyés, pour calmer la protestation,  en France pour un stage de trois mois à l'ORTF.
Il y reste cinq années et s'inscrit à l'École pratique des hautes études avec Marc Ferro. Il suit le cursus « Analyse de documents cinématographiques du 20e siècle ». Il retourne en Algérie en 1973 et travaille à l'organisation des campagnes de CinéBus pour le soutien à la révolution agraire. Il réalise un documentaire Nous et la révolution agraire. En 1974, il co-réalise pour l'ONCIC Tipasa l'ancienne, un documentaire sur le site de Tipasa, en coproduction avec FR3 Marseille. Avant de rejoindre l'ONCIC en qualité de réalisateur en 1975, il est assistant réalisateur sur Le Vent du Sud réalisé par Mohamed Slim Riad.
Il acquiert une renommée nationale et internationale en réalisant son premier long métrage Omar Gatlato en 1976, sélectionné à la Semaine de la Critique à Cannes, et Médaille d'argent au Festival de Moscou. Puis il tourne Les Aventures d'un héros en 1978, Tanit d'or au Festival de Carthage, et L'Homme qui regardait les fenêtres en 1982.
Il part en France. Il écrit un scénario pour TF1 Parlez après le signal sonore puis, en 1987, réalise un long métrage Un amour à Paris sélectionné dans la section Perspectives du Cinéma français au Festival de Cannes. Prix Perspectives du Cinéma Français.
Il revient en Algérie en 1988 au lendemain des émeutes d'octobre. Il filme en vidéo des documents sur la situation politique. Avec de nombreux interviews qui seront regroupés en trois documentaires L'Après-Octobre, Femmes en mouvements, Vie et mort des journalistes algériens pour ARTE. Il réalise en 1989 une émission satirique pour la télévision algérienne La Boîte à chique, puis intègre le Conseil national de l'audiovisuel, une structure chargée de la réforme de la cinématographie alors que le ministère de la Culture est dissout. En 1992, il réalise un documentaire pour la BBC, Our War, Voice of Ramadan. En 1993, alors que l'Algérie sombre dans la violence, il réalise in extremis un long métrage, Bab El-Oued City sélectionné dans la section Un certain regard au Festival de Cannes. Il est contraint de partir en France une nouvelle fois. Il réalise alors en 1996 Salut cousin !, sélectionné à la Quinzaine des réalisateurs du Festival de Cannes, Thanit d'or au Festival de Carthage, puis enchaine des films et des téléfilms  avant de revenir en Algérie en 1999.
À partir de 2000, il alterne ses productions ou coproductions entre l'Algérie et la France où il réside. En 2003 il réalise Chouchou qui enregistre 4 millions d'entrées en France, en 2012 il réalise Le Repenti sélectionné à la Quinzaine des réalisateurs du Festival de Cannes, puis en 2013 Les Terrasses sélectionné au Festival de Venise, en 2015 Madame courage, sélectionné à la Mostra de Venise, en 2016 un documentaire fiction Enquête au paradis, sélectionné au FIPA à Biarritz (Fipa d'or), au Festival de Berlin, en 2017 Vent divin sélectionné au Festival de Toronto...

## Filmographie

### Cinéma
- 1976 : Omar Gatlato
- 1978 : Les Aventures d'un héros
- 1982 : L'Homme qui regardait les fenêtres
- 1986 : Un amour à Paris
- 1989 : L'Après-Octobre - documentaire
- 1989 : Femmes en mouvements - documentaire
- 1994 : Bab El-Oued City
- 1996 : Salut cousin !
- 2001 : L'Autre Monde
- 2003 : Chouchou
- 2005 : Bab el web
- 2009 : Harragas
- 2011 : Normal !
- 2012 : Le Repenti
- 2013 : Les Terrasses
- 2015 : Madame Courage
- 2016 : Enquête au paradis - documentaire
- 2017 : Vent divin
- 2019 : Paysages d'automne
- 2020 : Des femmes - documentaire
- 2021 : La Famille
- 2023 : Ce n'est rien
- 2024 : Première ligne [2].

### Télévision
- 1991 Voices of Ramadhan (Our War), documentaire (BBC 2)
- 1994 : Jours tranquilles en Kabylie, documentaire (Arte)
- 1997 : Vie et mort des journalistes, documentaire (Arte)
- 1998 : Alger-Beyrouth. Pour mémoire, téléfilm (Arte)
- 1998 : La Solitude du manager (Pépé Carvalho), téléfilm (Arte)
- 1999 : À bicyclette, téléfilm (France 2)
- 2008 : Tamanrasset, téléfilm (Arte)
- 2010 : Tata Bakhta, téléfilm (France 2)
- 2011 : La Baie d'Alger, téléfilm (France 2)

## Publication
- Bab El-Oued (nouvelle), éditions du Seuil, 1995[3]

## Décorations
- Djadir de l'ordre du Mérite national d'Algérie.